# Vicki DiMartino
Victoria Teresa DiMartino (* 4. September 1991 in Massapequa, New York) ist eine US-amerikanische Fußballspielerin, die seit 2014 beim New York Athletic Club in der WPSL unter Vertrag steht.

## Karriere
Anfang 2013 wurde DiMartino beim College-Draft in der dritten Runde an Position 22 von der neugegründeten NWSL-Franchise der Flash verpflichtet. Ihr Ligadebüt gab sie am 20. April 2013 gegen Washington Spirit als Einwechselspielerin, ihren ersten Treffer in der NWSL erzielte sie am 15. Juni ebenfalls gegen Washington. Vor der Saison 2014 wurde DiMartinos Vertrag nicht verlängert, sie schloss sich daraufhin dem New York Athletic Club in der WPSL an.

### Nationalmannschaft
DiMartino durchlief die Nachwuchsteams des US-amerikanischen Fußballverbandes in den Altersklassen U-15, U-16, U-17, U-20 und U-23. Bei der U-17-Weltmeisterschaft im Jahr 2008 gewann sie mit dem US-Team die Silbermedaille und war mit fünf Treffern zweitbeste Torschützin des Turniers hinter Dzsenifer Marozsán.

## Privates
DiMartinos ältere Schwestern Tina (* 1986) und Gina (* 1988) sind ebenfalls professionelle Fußballspielerinnen.